# Brixey-aux-Chanoines
Brixey-aux-Chanoines is een gemeente in het Franse departement Meuse (regio Grand Est) en telt 81 inwoners (2009). De plaats maakt deel uit van het arrondissement Commercy.

## Geografie
De oppervlakte van Brixey-aux-Chanoines bedraagt 7,6 km², de bevolkingsdichtheid is dus 10,7 inwoners per km².
De onderstaande kaart toont de ligging van Brixey-aux-Chanoines met de belangrijkste infrastructuur en aangrenzende gemeenten.

## Demografie
Onderstaande figuur toont het verloop van het inwonertal (bron: INSEE-tellingen).

## Afbeeldingen

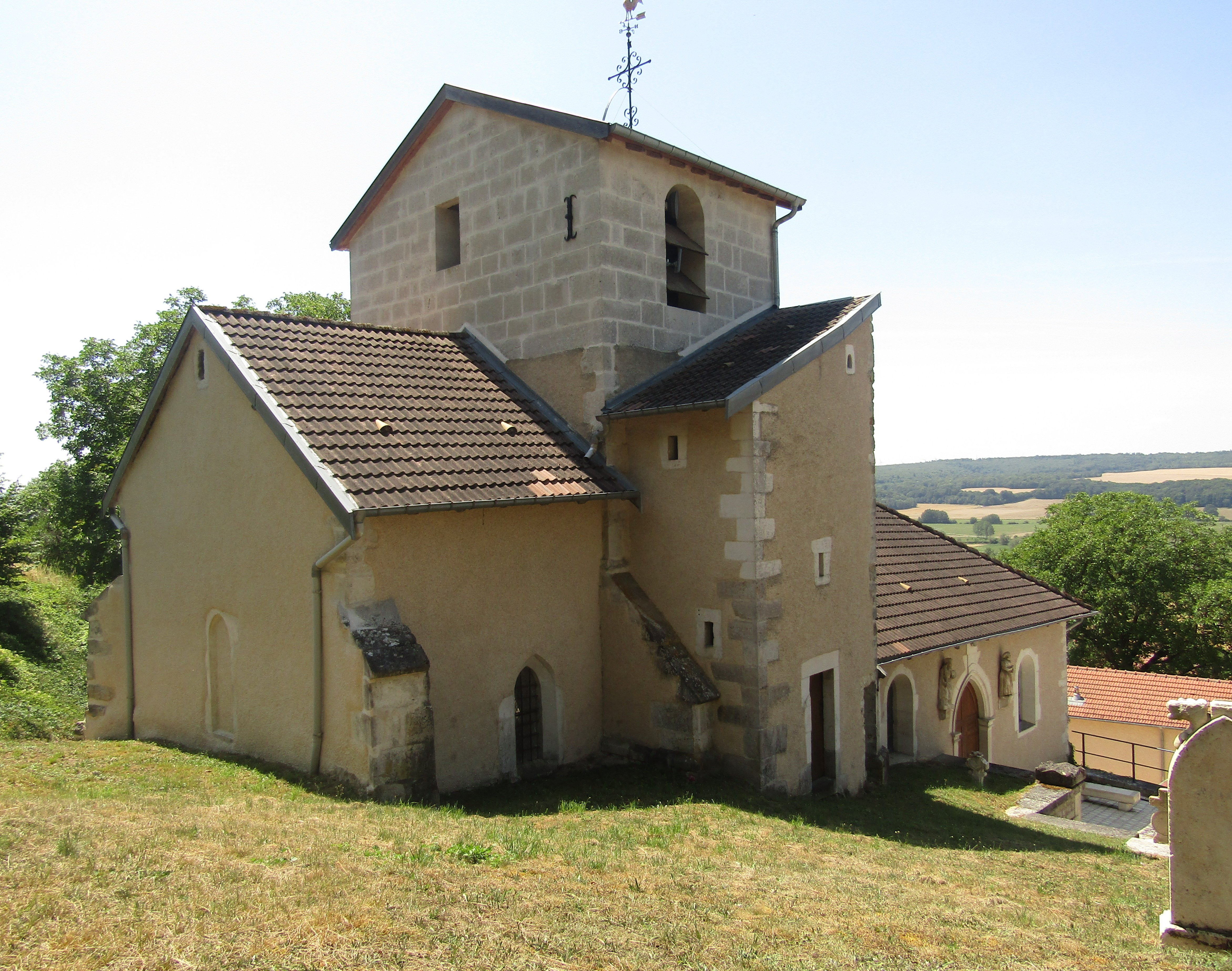
Église Sainte-Marie-Madeleine
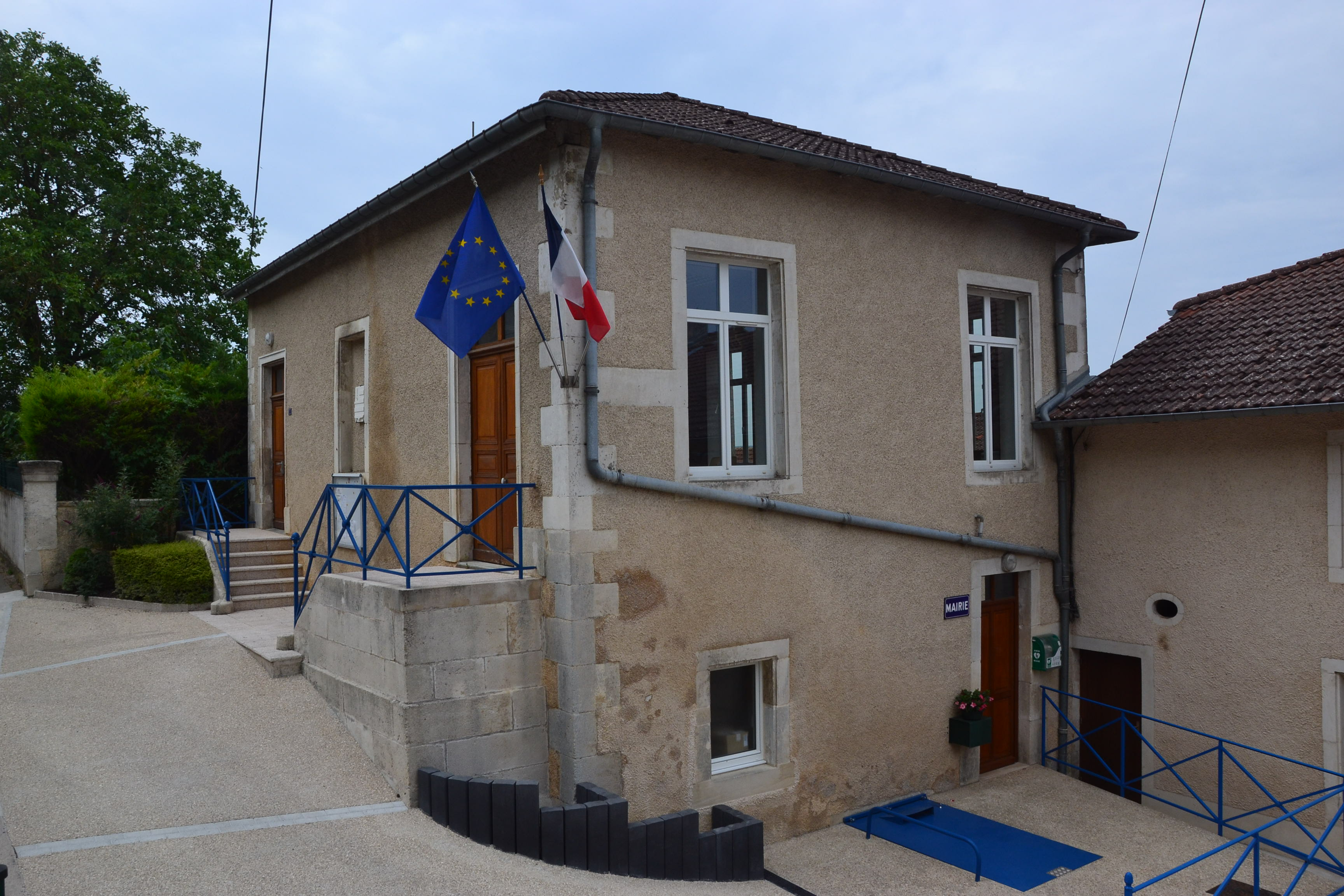
Gemeentehuis